# ブレーン準男爵
ブレーン準男爵（ブレーンじゅんだんしゃく、英語: Blane baronets）は、イギリスの準男爵位。連合王国の準男爵として1812年12月26日に創設され、土地指定はエアシャーにおけるブレーンフィールドとバークシャーにおけるカルヴァーランズ（Culverlands）だった。初代準男爵は海軍における衛生と医療への改革で知られるスコットランド出身の医師ギルバート・ブレーン。
初代準男爵の死後、準男爵位は息子ヒュー・シーモア、孫シーモア・ジョンが継承、1911年6月25日にシーモア・ジョンが死去した後はその弟アーサー・ロドニー・ブレーン大尉（Arthur Rodney Blane、1834年7月25日 – 1890年9月29日）の息子が継承した。しかし、アーサー・ロドニー・ブレーンの息子3人は全員第一次世界大戦での従軍中に死去した。次男ジェームズ・ピトケアン・ブレーン大尉（James Pitcairn Blane、1883年5月27日 – 1915年11月23日）と三男ヒュー・シーモア・ブレーン中尉（Hugh Seymour Blane、1885年2月2日 – 1914年11月1日）は2人ともにベルギー戦線での負傷により死去した。長男にあたる第4代準男爵サー・チャールズ・ロドニー・ブレーンは1916年5月31日、ライオン級巡洋戦艦クイーン・メリーに乗船しており、ユトランド沖海戦で戦死した。これに伴い、準男爵位は廃絶した。

## （ブレーンフィールドの）ブレーン準男爵（1812年）
- 初代準男爵サー・ギルバート・ブレーン（1749年8月29日 – 1834年6月27日[1]）
- 第2代準男爵サー・ヒュー・シーモア・ブレーン（1795年7月29日 – 1869年4月14日[1]）
- 第3代準男爵サー・シーモア・ジョン・ブレーン CB[8]（1833年2月1日 – 1911年6月25日[1]）
- 第4代準男爵サー・チャールズ・ロドニー・ブレーン（1879年10月28日[1] – 1916年5月31日）